# Church of the Immaculate Conception (Bathgate)

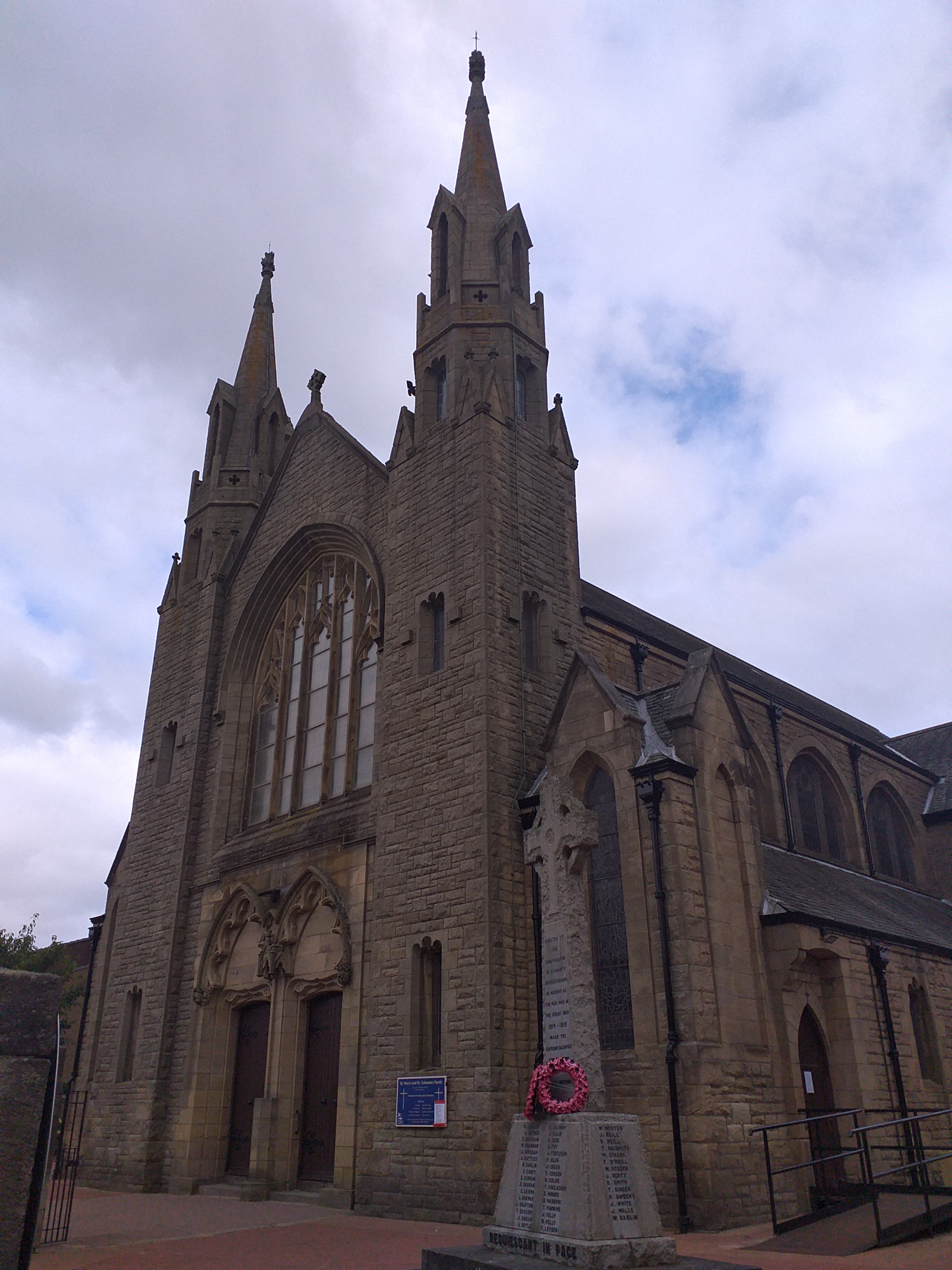
Church of the Immaculate Conception

Die Church of the Immaculate Conception (Kirche der Unbefleckten Empfängnis) ist ein römisch-katholisches Kirchengebäude in der schottischen Stadt Bathgate in der Council Area West Lothian. 2006 wurde das Bauwerk in die schottischen Denkmallisten in der Denkmalkategorie C aufgenommen. Die Kirche ist noch als solche in Verwendung.

## Geschichte
Wie ganz Schottland war auch die Region um Bathgate seit der Reformation protestantisch. So waren im Jahre 1843 in Bathgate nur drei Katholiken verzeichnet. Mit der Hungersnot in Irland siedelten in den folgenden Jahren jedoch zahlreiche irische Katholiken in den Central Belt, wo im Zuge der Industrialisierung ein hoher Bedarf an Arbeitskräften bestand. Zur Betreuung der katholischen Einwanderer wurde eine Mission eingerichtet, die der Pfarrei Linlithgow unterstand.
Im Jahr 1855 erwarb die Gemeinde ein aufgegebenes Kirchengebäude in der Livery Street; es wurde auf den Titel der im Jahr zuvor dogmatisierten Unbefleckten Empfängnis Mariens geweiht. Drei Jahre später wurde die Mission Bathgate von der Mutterpfarrei Linlithgow abgetrennt und zur eigenständigen Pfarrei erhoben. Gegen Ende des Jahrhunderts entstanden Pläne zum Bau einer neuen Kirche. In Spendenaktionen wurden die geschätzten Baukosten in Höhe von 6000 £ von der Gemeinde aufgebracht. Den Zuschlag erhielt ein Entwurf des belgischen Architekten Charles Ménart. Nach der feierlichen Grundsteinlegung am 21. Mai 1907 fand am 29. Oktober 1908 der erste Gottesdienst statt.

## Beschreibung
Das neugotische Bauwerk liegt an der Livery Street im Stadtzentrum. Oberhalb des mit Spitzbögen bekrönten Hauptportals an der Ostseite befindet sich ein weites Maßwerk aus fünf Lanzettfenstern. Es wird flankiert von zwei schlanken Türmen mit oktogonalen Helmen und langgezogenen Lukarnen. Im Hauptschiff sind ebenfalls weite Maßwerke verbaut, während die Seitenschiffe über kleine, längliche Fenster verfügen, die tief in das Mauerwerk eingelassen sind. Im Innenraum wurde im Wesentlichen Marmor in verschiedenen Farbtönungen verwendet. Für die gotischen Arkaden wurde schwarzer Marmor gewählt.